# Aigua salabrosa

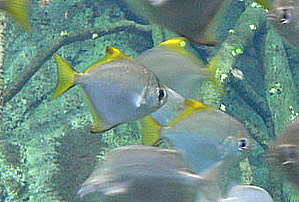
Monodactylus argenteus, un peix d'aigua salabrosa típic d'aquaris

L'aigua salobre, salobrenca, salabrosa o salancosa és l'aigua o eflorescència salina que té més sal dissolta que l'aigua dolça, però menys que l'aigua de mar. Tècnicament, es considera aigua salobre la que té entre 0,5 i 30 grams de sal per litre, expressats més sovint com de 0,5 a 30 parts per mil. L'aigua salobre és típica dels estuaris de rius de cert cabal i resulta de la barreja de l'aigua de riu corresponent amb l'aigua de mar. També es pot trobar aigua salobre d'origen fòssil en certs aqüífers associats amb roques salines. Es pot obtenir a partir de la mescla d'aigua dolça i aigua de mar. El terme salobre però, cobreix un rang de salinitat i no és una condició definida amb precisió. És característic de l'aigua salobre que la seva salinitat pugui variar considerablement al llarg del temps i del lloc.